# 卡氏擬白魚
卡氏擬白魚（学名：Alburnoides qanati）為輻鰭魚綱鯉形目雅羅魚科擬白魚屬的其中一種，分布於亞洲 伊朗Pulvar、Kor河流域，體長可達7.2公分，棲息在泥底質或礫石底質的溪流中底層水域，生活習性不明。

## 扩展阅读
維基物種上的相關：卡氏擬白魚